# Wesley Vázquez
Wesley Vázquez (ur. 27 marca 1994) – portorykański lekkoatleta, średniodystansowiec.

## Osiągnięcia
| Rok  | Impreza                                           | Miejsce         | Konkurencja           | Pozycja    | Wynik   |
| ---- | ------------------------------------------------- | --------------- | --------------------- | ---------- | ------- |
| 2010 | Mistrzostwa Ameryki Środkowej i Karaibów juniorów | Santo Domingo   | bieg na 1500 m (U-17) | 1. miejsce | 4:05,70 |
| 2010 | Mistrzostwa Ameryki Środkowej i Karaibów juniorów | Santo Domingo   | bieg na 800 m (U-17)  | 2. miejsce | 1:55,00 |
| 2011 | Mistrzostwa świata juniorów młodszych             | Lille Metropole | bieg na 800 m         | 7. miejsce | 1:51,25 |
| 2011 | Mistrzostwa panamerykańskie juniorów              | Miramar         | bieg na 800 m         | 2. miejsce | 1:49,83 |
| 2012 | Mistrzostwa Ameryki Środkowej i Karaibów juniorów | San Salvador    | bieg na 800 m         | 1. miejsce | 1:46,89 |
| 2012 | Mistrzostwa Ameryki Środkowej i Karaibów juniorów | San Salvador    | bieg na 1500 m        | 1. miejsce | 3:53,91 |
| 2012 | Mistrzostwa świata juniorów                       | Barcelona       | bieg na 800 m         | 4. miejsce | 1:45,29 |
| 2012 | Igrzyska olimpijskie                              | Londyn          | bieg na 800 m         | eliminacje | 1:46,45 |
| 2013 | Mistrzostwa świata                                | Moskwa          | bieg na 800 m         | eliminacje | 1:50,60 |
| 2014 | Puchar interkontynentalny                         | Marrakesz       | bieg na 800 m         | 8. miejsce | 1:49,32 |
| 2014 | Igrzyska Ameryki Środkowej i Karaibów             | Xalapa          | bieg na 800 m         | 3. miejsce | 1:46,05 |
| 2016 | Igrzyska olimpijskie                              | Rio de Janeiro  | bieg na 800 m         | eliminacje | 1:46,96 |
| 2018 | Puchar interkontynentalny                         | Ostrawa         | bieg na 800 m         | 8. miejsce | 1:49,60 |
| 2019 | Igrzyska panamerykańskie                          | Lima            | bieg na 800 m         | 2. miejsce | 1:44,48 |
| 2019 | Mistrzostwa świata                                | Doha            | bieg na 800 m         | 5. miejsce | 1:44,48 |

## Rekordy życiowe
- Bieg na 600 metrów – 1:14,85 (2020)
- Bieg na 800 metrów – 1:43,83 (2019) rekord Portoryko